# Brice Dja Djédjé
Brice Dja Djédjé (nascido em 23 de dezembro de 1990, em Aboudé) é um futebolista marfinense que atua como zagueiro.